# كأس هولندا 1970–71
كأس هولندا 1970–71 (بالهولندية: KNVB beker 1970/71)‏ هو الموسم 53 من كأس هولندا. أشرف على تنظيمه الاتحاد الملكي الهولندي لكرة القدم، وكان عدد الأندية المشاركة فيه 51، وفاز فيه أياكس أمستردام.